# Buster (navn)
 For alternative betydninger, se Buster. (Se også artikler, som begynder med Buster)
Buster er et drengenavn, der stammer fra engelsk. Navnet betyder at "sprænge" eller "ødelægge". Navnet blev i 2015 båret af 476 danskere, 18 nordmænd og 392 svenskere (heraf én kvinde). I 2014 var ca. 80% af alle danskere med navnet børn. Navnet blev givet til 25 danske børn i 2012.

## Kendte personer med navnet
- Buster Keaton (1895-1966), amerikansk stumfilm-skuespiller.
- Buster Larsen (1920-1993), dansk skuespiller, senest kendt som 'grisehandler Oluf Larsen' i serien Matador.

## Navnet anvendt i fiktion
- Buster Oregon Mortensen er hovedpersonen i børnebogen Busters verden af Bjarne Reuter, og filmserien af samme navn filmatiseret af Bille August.

- BUSTER er en filmfestival for børn og unge, opkaldt efter ovennævnte karakter.